# Péter Richárd
Péter Richárd (Budapest, 1968. július 22. –) magyar színész.

## Életpályája
1993-ban végzett az Operett Stúdió Színészképzőjében. 1991-ig a Budapesti Operettszínház kórusának tagja, majd ettől az évtől a színház tagja. Rendszeresen szinkronizál.

## Színházi szerepei
- Őrült nők ketrece (Jean-Michel)
- Csárdáskirálynő (Bóni gróf, Rhonsdorf tábornok)
- Mária főhadnagy (Görgey Artúr / Krantz doktor)
- A Cirkuszhercegnő (Petrov hadnagy)
- Rudolf (Vilmos császár)
- Menyasszonytánc (Tizedes)
- A víg özvegy (Prisics)
- A mosoly országa (Fu-Li, követségi titkár)
- Abigél (Mráz Úr, az üveges)
- Jekyll és Hyde (Sir Archibald Proops)
- Mágnás Miska (Eleméri gróf)
- Lévi Story! – A farmerkirály (Nyemirovszkij)
- Carousel – Liliom (Kisrendőr, Égi barát)
- Maya (Szállodaigazgató, Francis főúr)
- Luxemburg grófja (Londiner, Lakáj)
- A chicagói hercegnő (Adrian Negresco (a trónörökös adjutánsa)
- Lady Budapest (Tisztszolga, Repülőtéri felügyelő)
- Rebecca – A Manderley-ház asszonya (Horridge)
- Elisabeth (Schwarzenberg báró)
- A Bajadér (Színházigazgató)